# Fort Supply
Fort Supply est un ancien poste militaire de la United States Army établi le 18 novembre 1868 dans le Territoire indien, près de la ville actuelle de Fort Supply en Oklahoma.